# Orlando Hernández
Orlando Hernández Pedroso (ur. 11 października 1965 w Wajay w Hawanie) – kubański baseballista, który występował na pozycji miotacza, złoty medalista Letnich Igrzysk Olimpijskich w Barcelonie. Jest bratem przyrodnim dwukrotnego uczestnika Meczu Gwiazd Livána Hernándeza.
Orlando Hernández karierę baseballisty rozpoczynał na Kubie, gdzie grał w zespole Industriales, występującym w Serie Nacional de Béisbol. W ciągu siedmiu sezonów występów w tym klubie osiągnął bilans zwycięstw i porażek 129–47, co jest do dziś rekordem w kubańskiej lidze. W 1992 na Letnich Igrzyskach Olimpijskich wraz z reprezentacją narodową zdobył złoty medal. W 1995 po ucieczce jego brata Livána do Stanów Zjednoczonych, kubańskie władze podejrzewając, iż dokona tego samego, został dożywotnio zawieszony w prawach zawodnika. W grudniu 1997 postanowił jednak przedostać się na łodzi do tego kraju.
W marcu 1998 roku jako wolny agent podpisał kontrakt z New York Yankees. W sezonie 1998 w głosowaniu do nagrody American League Rookie of the Year Award zajął 4. miejsce. W tym samym roku rozegrał jeden mecz w World Series, w których Yankees pokonali San Diego Padres 4–0. W 1999 po zwycięskiej serii New York Yankees nad Boston Red Sox w finale American League, został wybrany najbardziej wartościowym zawodnikiem, a w World Series Yankees ponownie zwyciężyli (4–0 z Atlanta Braves). Rok później zdobył z „Jankesami” trzeci tytuł, po zwycięstwie 4–1 w Subway Series nad New York Mets.
15 stycznia 2003 doszło do wymiany na linii New York Yankees, Chicago White Sox, Montreal Expos; ostatecznie Hernández został zawodnikiem klubu z Montrealu, w którym nie zagrał żadnego meczu. W sezonie 2003 rozegrał jedynie dwa mecze w klubie farmerskim tego zespołu, w Brevard County Manatees. W 2004 był ponownie zawodnikiem Yankees.
W styczniu 2005 podpisał kontrakt z Chicago Whites Sox, z którym wystąpił w World Series; White Sox pokonali Houston Astros w czterech meczach. Występował jeszcze w Arizona Diamondbacks, New York Mets oraz klubach farmerskich Texas Rangers i Washington Nationals.

## Nagrody i wyróżnienia
- 4-krotny zwycięzca w World Series[7][9][10][12]
- ALCS MVP[8]